# Pénz-pataki-víznyelőbarlang
A Pénz-pataki-víznyelőbarlang Magyarország fokozottan védett barlangjai közül az egyik. A Bükki Nemzeti Park területén található. A Bükk-vidék hetedik legmélyebb és hetedik legnagyobb függőleges kiterjedésű, Magyarország 13. legmélyebb és 13. legnagyobb függőleges kiterjedésű barlangja. Egy ideig, a Meteor-barlang mélységének a megállapításáig Magyarország legmélyebb barlangja volt. Bükkszentkereszten az egyetlen fokozottan védett barlang.

## Leírás
A Déli-Bükkben, Répáshutától északkeletre, a Csúnya-völgy alján, a Felnémetetet Hejőcsabával összekötő 2505-ös műúttól körülbelül 400 méterre, a pénz-pataki halastó közelében található. A Pénz-pataki őrháztól a Csúnya-völgyön át, a Hór-patak völgyébe vezető kék kereszt turistajelzésen is megközelíthető. Nyugatról a Kajla-bérc nyerge, északról a Nagy-fennsík déli szegélyét képező Istennyila-domb, Nagy-dél és Zsérci-Nagy-dél vonulata alatt lévő, mélyebb lépcsőként elhelyezkedő Diós-kút-tető, Kakukk-hegy és Pénz-patak-tető vonulata veszi körül. Délről a Nagy-Kerek-hegy, keletről a Nagy-Bodzás és a Hollós-tető által határolt völgyben, a Pénz-patak vizének a felszín alá kerülési helyén nyílik. Körülbelül ez a terület a víznyelő vízgyűjtő területe. A körülbelül 1,2 kilométer hosszú Pénz-patak a hegység egyik legbővizűbb és egyik leghosszabb búvópatakja. A Hollóstető és Répáshuta között található víznyelősor legfejlettebb víznyelője. A bejáratánál egy információs tábla van elhelyezve.
A barlangbejárattól a legmélyebb pontján lévő, elmenő, mindig vízzel teli szifonig folyik a patakvíz. Az aktív víznyelőbarlang a Pénz-patak állandó víznyelője. A hidrológiai alapú összefüggés-vizsgálatoknak különböző volt az eredménye, de meg lett állapítva, hogy a Szinva-forrásban, a Margit-forrásban és a Vízfő-forrásban jelenik meg a barlang vize. A patak körülbelül 100–2000 liter vízhozamú percenként, de időnként meg is szűnik a vízmozgás a patakmederben. Néha azért nem jut el a barlangi patak vize a szifonig, mert kis kapacitású nyelési pontok találhatók a patakmederben. Körülbelül 40 méter az alaprajzi távolság a bejárat és a szifon között. A patak majdnem maga alá folyik, mert a barlang középső szakaszában déli, az alsó szakaszában északi, északkeleti irányú a folyásirány. A szifon vízszintje 42,2 métert is változott egy év alatt és ebből a még nem ismert járat eltömöttségére, vagy kis keresztmetszetére lehet következtetni.
A 70 centiméter széles, 40 centiméter magas, természetes, szögletes, szabálytalan alakú, függőleges tengelyű bejárata nagy méretű kőtömbök között található. A barlang középső triász és felső triász mészkőben alakult ki. Az első szakasza egy majdnem a Jutka-kürtőig tartó omladéklabirintus. A Jutka-kürtő egy akna, mert felülről lefelé kell haladni benne először. Körülbelül 25 méter mélységtől kezdődik a szálkőzet. Függőcseppkövek, szalmacseppkövek, állócseppkövek, cseppkőoszlopok, cseppkőlécek, cseppkőzászlók, cseppkőfüggönyök, cseppkőlefolyások, cseppkőbekérgezések és mikrotetaráták figyelhetők meg a járataiban. A legmélyebb aknája a 47,69 méter mély Nagy-fal, amely nem egészen függőleges, átlagosan 79° a lejtése.
A Nagy-akna körülbelül öt méter hosszú felső része szűk és sima falú. A legnagyobb terme a Venkovits-pihenő, amely 30 méter. A legmagasabb kürtője a Kopasz-kürtő, amely 32,93 méter magas. A barlang télen 5–6 °C és nyáron 11–12 °C. Denevérek előfordulnak benne, de megfigyeltek a járataiban foltos szalamandrákat, bolharákokat, pókokat, rovarokat, békákat, halakat és folyami rákot is. A lezárt barlang bejárásához a Bükki Nemzeti Park Igazgatóság engedélye, vízálló lámpa, vízálló ruha és kötéltechnikai eszközök alkalmazása kell. A bejárást gyakran jégdugó akadályozza a téli hónapokban. A nagy mértékű, hirtelen vízhozam-növekedés miatt a kijutás lehet, hogy lehetetlen.
A Bükk-vidék hetedik legmélyebb és hetedik legnagyobb függőleges kiterjedésű barlangja a Bányász-barlang, az István-lápai-barlang, a Jáspis-barlang, a Fekete-barlang, a Diabáz-barlang és a Szepesi–Láner-barlangrendszer után. 1962-ig, a Meteor-barlang mélységének a megállapításáig Magyarország legmélyebb barlangja volt. A Meteor-barlang mélységét egykor 155 méternek hitték. A legújabb felmérések alapján azonban nem olyan mély a Meteor-barlang mint gondolták. Magyarország 27. leghosszabb és a Bükk-vidék nyolcadik leghosszabb barlangja.
Előfordul a barlang az irodalmában Kövesváradi-víznyelő (Csepreghy 2003), Pénzpatak Cave (Kordos 1977), Pénz-pataki-barlang (Jakucs 2000–2001), Pénzpataki-barlang (Láng 1964), Pénzpataki barlang (Bertalan 1956), Pénz-pataki-viznyelő (Szentes 1965), Pénzpataki-viznyelő (Szilvássy 1962), Pénz-patak-i-viznyelő (Scholtz 1975), Pénz-pataki-viznyelőbarlang (Bertalan 1976), Pénzpataki-viznyelőbarlang (Dénes 1962), Pénzpataki viznyelőbarlang (Csekő 1959), Pénzpataki-viznyelő barlang (D-i 1960), Pénz-pataki-víznyelő (Hevesi 1986), Pénzpataki-víznyelőbarlang (Jakucs, Kessler 1962), pénz-pataki-víznyelőbarlang (Balázs, Lieber, Varga 2001), Pénzpataki víznyelő barlang (Schréter 1959), Pénzpataki-zsomboly (Bertalan 1976) és Pénz-patak Sinkhole-cave (Takácsné, Eszterhás, Juhász, Kraus 1989) neveken is.
1968-ban volt először Pénz-pataki-víznyelőbarlangnak nevezve a barlang az irodalmában (Dénes 1968). A 12,96 méter mély, széles Jutka-kürtő nevét Kincses Júlia belezuhanása miatt kapta. A Retyi-kürtőt azért nevezik így, mert egy bekiabáláskor az hangzott el, hogy „be ne retyizzetek, csak én csapoltam le egy kádszerű medencét”. A Vacogóban várakoztak a hidegben vacogva a nagy vízbetörések idején a bent rekedt kutatók. Egy nagyon szűk repedésnek Háromszög, egy másik, a barlang végénél lévő szűk helynek Nyúzda lett a neve.

## Kutatástörténet
1953-ban Jakucs László vezetésével fedezték fel a barlangot. 1953. július 18-án érték el a végponti szifont. A bejárás résztvevői Holly Ferenc, Holly Sándor, Jakucs László, Kincses Júlia és Weress Kálmán voltak. Ebben az évben Jakucs László 1,25 kilogramm fluoreszceinnel kimutatta a víznyelő és a latorpusztai Vízfő-forrás kapcsolatát, valamint megjelent a barlangról az első publikáció, amelyben az olvasható, hogy Európa akkori legnagyobb föld alatti vízesése a barlangban volt. Jakucs László rajzolta meg első barlangtérképét, amely a barlang vázlatos hosszmetszetét ábrázolja. 1959-ben a Vámőrség Barlangkutató Csoport a Vízfő-forrásban észlelte a 15 kilogramm fluoreszceinnel megfestett barlangi vizet. Schréter Zoltán 1959. évi Karszt- és Barlangkutatásban megjelent tanulmánya szerint 180 méter mély a barlang. 1960-ban a Vámőrség Barlangkutató Csoport készítette el a barlang alaprajz térképét. Ezt a térképet beszámolójukban nem tették közzé, mert a barlang függőleges jellegét csak metszeten lehet jól bemutatni.
1960-ban Kessler Hubert irányításával Lycopodiumot, azaz korpafüvet használtak hidrológiai összefüggés-vizsgálathoz és az derült ki, hogy a megjelölt patakvíz a Margit-forrásban, a Szinva-forrásban és a Vízfő-forrásban jelent meg. 1962-ig, a Meteor-barlang mélységének megállapításáig Magyarország legmélyebb barlangja volt. 1963-ban Bernhard Barna, Kesselyák Péter és Szigeti Antal egy vázlatos alaprajzi barlangtérképet, valamint egy vázlatos hosszmetszet barlangtérképet szerkesztettek. 1968. december 31-én az ország negyedik legmélyebb barlangja volt a körülbelül 130 méter mély barlang.
1970 végén 130 m-es mélységével Magyarország ötödik legmélyebb barlangja volt. 1975-ben sót használva víznyomjelző anyagnak kimutatták a Szinva-forrással összefüggését. A KPVDSZ Vörös Meteor TE Diogenes Barlangkutató Csoport 1976. augusztus 5-től 9-ig felmérte a főágat, amely a felmérés alapján 238,1 méter hosszú és 146 méter mély volt. A csoport az év folyamán a felszínen meteorológiai állomást állított fel és rendszeresen mérte a Pénz-patak vízhozamát. A patakból és a barlangból vízmintákat vettek. 1976-ban vált országos jelentőségű barlanggá az 5300-as (Bükk) barlangkataszteri területen lévő, répáshutai Pénz-pataki-viznyelő-barlang. A Szilvássy Andor Barlangkutató Csoport 1976. évi jelentése szerint a Balla-völgyi-víznyelő valószínűleg a Pénz-pataki-víznyelőbarlanghoz tartozó feltáratlan barlangrendszer egyik rányelője.
A csoport véleménye szerint itt húzódik Magyarország egyik legnagyobb feltáratlan barlangrendszere. Az 1976-ban befejezett Magyarország barlangleltára című kéziratban az olvasható, hogy a Bükk hegységben, Répáshután lévő Pénz-pataki-viznyelőbarlang másik neve Pénzpataki-zsomboly. A pénz-pataki őrháznál lévő Pénz-pataki-víznyelőben, kb. 510 m tszf. magasságban nyílik. Bejárata víznyelőszáj. Az aktív víznyelőbarlang 260 m hosszú és 134 m mély. Turisztikai és vízvizsgálati hasznosítása van. A patak elterelése, a patakvíz duzzasztása után járható. A kézirat barlangra vonatkozó része 2 irodalmi mű alapján lett írva. Az 1976-ban összeállított, országos jelentőségű barlangok listájában lévő barlangnevek pontosítása után, 1977. május 30-án összeállított, országos jelentőségű barlangok listáján rajta van a Bükk hegységben, Répáshután található barlang Pénz-patakai-viznyelőbarlang néven.
1977-ben a Baradla Barlangkutató Csoport a Magyar Karszt- és Barlangkutató Társulat felkérésére elvégezte automata szintezővel a bejárat és a végponti vízfelület tengerszint feletti magasságának megállapítását. A bejárat tengerszint feletti magasságát 527,5 méternek, a végponti vízszint felett elhelyezett mérési pont relatív mélységét 127,72 méternek és a vízszint relatív mélységét 128,4 méternek mérték. A csoporttagok elkészítették a vizes ág térképét és kifejtett hossz-szelvény térképét. Erről a térképről hiányzik a Nagy-fal alatt kezdődő hasadékjárat és a járat végén, 20 m-rel lejjebb található végpont. A Baradla Barlangkutató Csoport tagjai valószínűleg nem sokszor jártak a barlangban és ezért hitték azt, hogy a megemelkedett vízszint a barlang végpontja, vagyis a szifon szokásos vízszintje. A Diogenes Barlangkutató Csoport 1977-ben az előző évi barlangfelmérést feldolgozta és megszerkesztette a főág térképét.
Az 1977. évi MKBT Beszámolóban megjelent a barlang főágának egyik alaprajz térképe és kiterített hosszmetszet térképe. A térképek a Baradla és a Diogenes barlangkutató csoport által végzett barlangfelmérés alapján készültek. A felmérésben Borka Zsolt, Szilágyi Ferenc, Szomolányi Ervin, Végh Zsolt, Vid Ödön és Petrányi Dezső vettek részt. A térképlapnak a KvVM Barlang- és Földtani Osztályon megtalálható változatán szerepel Petrányi Dezső neve után Scholtz Ferenc és Németh János neve is. A térképeket Szilágyi Ferenc, Szomolányi Ervin és Kékesi G., aki valószínűleg Kékesi György szerkesztette és rajzolta. Az 1977. május 30-án, az előző lista barlangneveinek felülvizsgálata után összeállított, országos jelentőségű barlangok listáján szintén rajta van.
Az 1977. évi Karszt és Barlang angol nyelvű különszámában megjelent, The longest and deepest caves of Hungary (December 31, 1975) című közleményből megtudható, hogy a Bükk hegységben fekvő, 260 m hosszú, 130 m mély Pénzpatak-Cave (Pénzpatak Cave) nevű víznyelőbarlang 1975. december 31-én Magyarország 40. leghosszabb és 8. legmélyebb barlangja. A 9. legmélyebb barlang (Bányász-barlang) szintén 130 m mély. Az 1977. december 31-i állapot szerint (MKBT Meghívó 1978. május) a Bükk hegységben lévő, 127,7 m mély és 221,3 m hosszú Pénz-pataki-viznyelőbarlang az ország 9. legmélyebb és 47. leghosszabb barlangja. Az 1977-ben megjelent Bükk útikalauz szerint a barlang kb. 130 m mély és mélypontján a víz kitölti, amely útját állja a kutatóknak.
Az 1977. évi Karszt és Barlangban megjelent összeállítás alapján, 1977. december 31-én Magyarország 52. leghosszabb barlangja a Bükk hegységben elhelyezkedő, 1977. december 31-én 221,3 m hosszú, 1976-ban 238,1 m hosszú, 1975-ben pedig 260 m hosszú Pénz-pataki-víznyelőbarlang. Az összeállítás szerint, 1977. december 31-én Magyarország 10. legmélyebb barlangja a Bükk hegységben elhelyezkedő, 1977. december 31-én 127,7 m mély, 1976-ban 146 m mély, 1975-ben pedig 130 m mély Pénz-pataki-víznyelőbarlang. Ez az összeállítás naprakészebb az 1978. májusi MKBT Meghívóban publikált listánál. 1978-ban 42,2 m-t emelkedett a szifon vízszintje. 1978-ban kezdte el a Diogenes Barlangkutató Csoport a barlang főágának tartós poligonpontokra épülő, jegyzőkönyvvel dokumentált felmérését és eleinte a VITUKI megbízásából, később saját kutatásként a szifon vízszintjének mérését. A vízszint nagy méretű ingadozása miatt kezdték el a regisztrálást. 1982 végéig általában kéthetenként történtek észlelések. 1979 nyarán a csoport stéget épített későbbi merülések előkészítésére. 1979 őszén egy m-t süllyedt a szifon vízszintje több alkalommal.
Az 1979-ben kiadott, Barlangok a Bükkben című könyvben szó van arról, hogy a pénz-pataki őrháztól DNy-ra helyezkedik el a Pénz-pataki-víznyelőbarlang bejárata, amely hatalmas sziklatömbök között kezdődik. A barlang főága 238 m hosszú és a barlang 146 m mély. Eddig visszafordulásra kényszerítette a barlangkutatókat az alján lévő víz. Az itt elnyelődő víz az 1975. évi sózásos nyomjelzés szerint a Szinva-forrásban bukkan elő. A könyvhöz mellékelt, a Bükk hegység barlangokban leggazdagabb területét bemutató térképen látható a 65-ös számmal jelölt barlang földrajzi elhelyezkedése.
1979-ben kezdte el a csoport a szifontól felfelé induló és üledékkel kitöltött járat bontását. Az 1980. évi Karszt és Barlang 1. félévi számában publikálva lett, hogy a kiemelt jelentőségű Pénz-pataki-víznyelőbarlang az 5300-as barlangkataszteri területen (Bükk hegység) helyezkedik el. A barlangnak 5381/2. a barlangkataszteri száma. Az MKBT Dokumentációs Bizottsága a helyszínen el fogja helyezni, a többi kiemelt jelentőségű barlanghoz hasonlóan, a barlang fémlapba ütött barlangkataszteri számát. A barlangkataszteri szám beütéséhez alapul szolgáló fémlap ugyanolyan lesz mint a többi kiemelt jelentőségű barlang fémlapja. 1980-ban folyami rákot találtak benne. 1981-ben befejeződött a főág felmérése. A Kékesi György és Laczkó S. által vezetett felmérés alapján a barlang 139 m mély. 1981. december 31-én Magyarországon a 8. legmélyebb barlang volt a 139 m mély barlang. 1982-ben a Vörös Meteor TE Diogenes Barlangkutató Csoportnak volt kutatási engedélye a barlang kutatásához.
1982-ben elkészült az 1978-tól 1981-ig tartó felmérés alapján a főág alaprajz térképe és a főág hossz-szelvény térképe keresztmetszetekkel, amelyeket Kékesi György szerkesztett. Ebben az évben a pénz-pataki halastóból sok hal került a barlangba. 1982. július 1-től az Országos Környezet- és Természetvédelmi Hivatal elnökének 1/1982. (III. 15.) OKTH számú rendelkezése (1. §. és 3. §., illetve 5. sz. melléklet) értelmében a Bükk hegységben lévő Pénz-pataki-víznyelőbarlang fokozottan védett barlang. Fokozottan védett barlang hidrológiai jelentősége miatt lett. Az 1982. szeptember–októberi MKBT Műsorfüzetben meg van említve, hogy a Bükk hegységben található Pénz-pataki-viznyelőbarlang fokozottan védett barlang. A felsorolásban a barlangnevek az MKBT által jóváhagyott és használt helyesírás szerint, javított formában lettek közölve. 1982 végétől ritkábban történtek a szifon vízszintjének mérései.
1983-ban Kiss Péter és Csepreghy Ferenc vesztett pontos, jegyzőkönyvvel dokumentált felmérést készítettek a Gerendás és a Retyi-kürtő közötti felső járatokról. Ebben az évben tapintórúddal minimum 12 méter mélynek lett mérve a szifon mélysége. Az 1984-ben kiadott, Magyarország barlangjai című könyvben részletesen le van írva. A kiadvány országos barlanglistájában szerepel a Bükk hegységben lévő barlang Pénz-pataki-víznyelőbarlang néven Pénzpataki-zsomboly névváltozattal. A listához kapcsolódóan látható az Aggteleki-karszt és a Bükk hegység barlangjainak földrajzi elhelyezkedését bemutató 1:500 000-es méretarányú térképen a barlang földrajzi elhelyezkedése. 1985-ig tartott a szifontól induló járat 1979-ben elkezdett bontása. Kb. 8 m hosszan lett kibontva, de levegős részt nem találtak és ezért befejezték ezen a helyen a kutatást. 1985-ben Lucskov A. és Csepreghy Ferenc végezték el a barlangban lévő Száraz-kürtőrendszer vesztett pontos és jegyzőkönyvvel dokumentált felmérését.
1986-ban Csepreghy Ferenc légzőkészülék nélküli kutatómerülést végzett a szifonban és körülbelül öt méter mélyre úszott. 1987-ben készítette el a csoport a hossz-szelvényt ábrázoló barlangtérképét. Az 1987. december 31-i állapot alapján Magyarország 56. leghosszabb barlangja az 5381/2 barlangkataszteri számú, 300 m hosszú Pénz-pataki-víznyelőbarlang. Az 55. leghosszabb barlang (Balekina-barlang) szintén 300 m hosszú. Az összeállítás szerint az 1977. évi Karszt és Barlangban közölt hosszúsági listában a Pénz-pataki-víznyelőbarlang 221 m hosszú. Az 1987. december 31-i állapot alapján Magyarország 12. legnagyobb függőleges kiterjedésű barlangja az 5381/2 barlangkataszteri számú, 127,7 m függőleges kiterjedésű Pénz-pataki-víznyelőbarlang. Az összeállítás szerint az 1977. évi Karszt és Barlangban közölt mélységi listában a barlang 127,7 m mély.
Az 1989. évi Karszt és Barlangban lévő, Magyarország barlangjai című összeállításban szó van arról, hogy a Nagy-fennsík DNy-i előterében lévő agyagpala terület vízfolyásainak egy részét a Répáshutáig elérő mészkősáv víznyelői vezetik le a hegység D-i lábánál eredő forrásokhoz. E víznyelősor legismertebb tagja a Pénz-pataki-víznyelőbarlang. Az 1953-ban feltárt barlang 128 m mélységben található mélypontját lezárja egy állandó vízű szifon. Ennek vízszintje akár 42 m-t is változhat egy éven belül, ami a további vízjáratok fejletlenségére vagy nagy eltömődöttségére utal. A publikációban lévő 3. ábrán (Bükk hegység térkép) be van mutatva a barlang földrajzi elhelyezkedése.
A folyóirat 1989. évi különszámában napvilágot látott ennek az utóbbi tanulmánynak az angol nyelvű változata (The caves of Hungary). Ebben a tanulmányban Pénz-patak Sinkhole-cave a barlang neve. Az angol nyelvű tanulmányhoz mellékelve megjelent egy olyan lista, amelyben Magyarország leghosszabb, és egy olyan lista, amelyben Magyarország legmélyebb barlangjai vannak felsorolva. A két felsorolás szerint a Bükk hegységben fekvő, 300 m hosszú és 128 m mély Pénz-pataki-víznyelőbarlang (Pénz-patak Sinkhole-cave) 1988-ban Magyarország 57. leghosszabb és 11. legmélyebb barlangja. (1977-ben a barlang 221 m hosszú és 128 m mély volt.)
1990-ben a VMTE Diogenes Barlangkutató Csoportnak volt kutatási engedélye a barlang kutatásához. 1991-ben körülbelül 18 m-t emelkedett a szifon vízszintje. 1992-ben a patakmeder nyelési pontjai miatt inaktív lett a szifon előtti rész. 1993. augusztus 24-én inaktív volt a barlang. 1996-ban a Barlangi Mentőszolgálat megállapította, hogy egy esetleges sérültet lehetetlen volna hordággyal együtt átjuttatni több szűkületen. 1998. május 14-től a környezetvédelmi és területfejlesztési miniszter 13/1998. (V. 6.) KTM rendelete szerint a Bükki Nemzeti Park Igazgatóság illetékességi területén, a Bükk hegységben található Pénz-pataki-víznyelőbarlang az igazgatóság engedélyével látogatható. Az 1999. évi Barlangnapon az egyik túracélpont volt. 2000 augusztusában Kiss Péter és Csepreghy Ferenc vezetésével új, kb. 150 m hosszú szakaszt tártak fel a Jutka-kürtő térségében és az új járatok egy részét feltérképezték. 2001. május 17-től a környezetvédelmi miniszter 13/2001. (V. 9.) KöM rendeletének értelmében a Bükk hegység területén lévő Pénz-pataki-víznyelőbarlang fokozottan védett barlang. Egyidejűleg a fokozottan védett barlangok körének megállapításáról szóló 1/1982. (III. 15.) OKTH rendelkezés hatályát veszti.
A 2003-ban napvilágot látott, Magyarország fokozottan védett barlangjai című könyvben található barlangismertetésben az olvasható, hogy a barlang 650 m hosszú, 146 m függőleges kiterjedésű, vízszintes kiterjedése 65 m. A szifon vízfelülete átlagosan 139 m mélységben van a bejárathoz viszonyítva (a mérések szerint ennél mélyebben nem volt). A könyvben lévő, Egri Csaba és Nyerges Attila által készített hosszúsági lista szerint a Bükk hegységben lévő és 5381-2 barlangkataszteri számú Pénz-pataki-víznyelőbarlang Magyarország 37. leghosszabb barlangja 2002-ben. A 2002-ben kb. 650 m hosszú barlang 1977-ben 221 m és 1987-ben 300 m hosszú volt. A könyvben található, Egri Csaba és Nyerges Attila által készített mélységi lista szerint a Bükk hegységben lévő és 5381-2 barlangkataszteri számú Pénz-pataki-víznyelőbarlang Magyarország 10. legmélyebb barlangja 2002-ben. A 2002-ben 146 m mély barlang 1977-ben és 1987-ben is 128 m mély volt.
A 2005-ben kiadott, Magyar hegyisport és turista enciklopédia című kiadványban önálló szócikke van a barlangnak. A szócikk szerint a Pénz-pataki-víznyelőbarlang a Bükk hegységben található és fokozottan védett természeti érték. Répáshutától ÉK-re, a Csúnya-völgyben, 530 m tszf. magasságban van a bejárata. A Pénz-patak állandó víznyelője. A 650 m hosszú és 146 m mély barlang triász mészkőben keletkezett. 1953-ban tárták fel Jakucs László által vezetve. A többször végzett összefüggés-vizsgálat változatos eredményt hozott. Az 1975-ben végzett sózás bizonyította kapcsolatát a Szinva-forrással. Bejárati omladékzónáját szűk, 2–3 m magas, kevés cseppkővel díszített folyosó váltja fel, majd a végponti szifonig kürtősor vezet. Egy éven belül akár 42 m-t is változhat a végponti szifon vízszintje, amely arra utal, hogy a további járat fejletlen, vagy eltömődött. Engedéllyel, alpintechnikai eszközök alkalmazásával, vízálló ruhában és vízálló lámpával látogatható. Általában jégdugó gátolja a bejárást december és február között. Jakucs László szócikkében meg van említve, hogy a Jakucs László által végzett egyik legjelentősebb feltárás a Pénz-pataki-víznyelőbarlang (1953). Szilvássy Andor szócikkében meg van említve, hogy Szilvássy Andor kezdeményezte a Pénz-pataki-víznyelő megfestését.
2005. szeptember 1-től a környezetvédelmi és vízügyi miniszter 22/2005. (VIII. 31.) KvVM rendelete szerint a Bükki Nemzeti Park Igazgatóság működési területén, a Bükk hegységben található Pénz-pataki-víznyelőbarlang a felügyelőség engedélyével látogatható. 2005. szeptember 1-től a környezetvédelmi és vízügyi miniszter 23/2005. (VIII. 31.) KvVM rendelete szerint a Bükk hegységben lévő Pénz-pataki-víznyelőbarlang fokozottan védett barlang. 2007-ben stabilizálva lett a bejárati omladékzóna. 2007. március 8-tól a környezetvédelmi és vízügyi miniszter 3/2007. (I. 22.) KvVM rendelete szerint a Bükki Nemzeti Park Igazgatóság működési területén lévő Bükk hegységben elhelyezkedő Pénz-pataki-víznyelőbarlang az igazgatóság engedélyével tekinthető meg.
A Bükki Nemzeti Park Igazgatóság megbízásából 2006. októbertől 2007. novemberig a Pizolit Barlangkutató Sportegyesület tagjai és egyéni kutatók részletesen felmérték a barlangot. A felmérés alapján Szabó R. Zoltán 2007. novembertől 2008. decemberig szerkesztett és rajzolt egyszerűsített alaprajz térképet, részletes alaprajz térképet és egyszerűsített hosszmetszet térképet keresztmetszetekkel és vetített keresztszelvényekkel, azaz 64 darab térképlapot. A térképek szerint hossza 1988,66 m, mélysége 138,7 m és vízszintes kiterjedése 100 m. Ekkor készültek el a Jutka-kürtő részletes alaprajz térképei és hosszmetszet térképe. 2009 májusában le lett zárva. A 2009. évi Barlangnapon az egyik túracélpont volt.
2013. július 19-től a vidékfejlesztési miniszter 58/2013. (VII. 11.) VM rendelete szerint a Pénz-pataki-víznyelőbarlang (Bükk hegység, Bükki Nemzeti Park Igazgatóság működési területe) az igazgatóság hozzájárulásával látogatható. A 2014. évi Barlangnapon az egyik túracélpont volt. 2015. november 3-tól a földművelésügyi miniszter 66/2015. (X. 26.) FM rendelete szerint a Pénz-pataki-víznyelőbarlang (Bükk hegység) fokozottan védett barlang. 2021. május 10-től az agrárminiszter 17/2021. (IV. 9.) AM rendelete szerint a Pénz-pataki-víznyelőbarlang (Bükk hegység, Bükki Nemzeti Park Igazgatóság működési területe) az igazgatóság engedélyével látogatható. A 13/1998. (V. 6.) KTM rendelet egyidejűleg hatályát veszti.

## További irodalom
- Borbély Sándor: Új kutatási eljárás a víznyelők és források összefüggésének kutatására. Borsodi Földrajzi Évkönyv, 1962. (3–4. köt.) 132–137. old.
- Frisnyák Sándor: A Bükkfennsík kialakulása és mai felszíne. Borsodi Földrajzi Évkönyv, 1958. (1. köt.) 14–19. old.
- Hajdú Béla: Új hatalmas barlangrendszert és benne az ország legnagyobb földalatti vízesését fedezték fel Répáshuta közelében. Észak-Magyarország, 1953. július 25. (9. évf. 173. sz.) 4. old.
- Holly Ferenc: Fiatal barlangkutatók felfedezték Európa legnagyobb földalatti vízesését. Béke és Szabadság, 1954. július 14.
- Jakucs László: A pénzpataki cseppkőbarlang felfedezése. Élet és Tudomány, 1954. (9. évf.) 15. sz. 464–468. old.
- Jakucs László: Felfedező utakon a föld alatt. Gondolat Könyvkiadó, 1959.
- Jakucs László: A karsztok morfogenetikája. A karsztfejlődés varienciái. Budapest, Akadémiai Kiadó, 1971.
- Kraus Sándor: Barlangföldtan. Budapest, 1984.
- Lénárt László: Hidrogeológiai kirándulások a Bükkben. Tankönyvkiadó, Budapest, 1977. 256. old.
- Szabó Ferenc: Hazánk barlangjai. In: Természetjárók kézikönyve. (Középfokú természetjáró tanfolyamok részére.) Sport Lap- és Könyvkiadó, Budapest, 1955. 71. old.
- Csepreghy Ferenc József: A Pénz-pataki-víznyelőbarlang búvópatakjával kapcsolatban végzett hidrogeológiai vizsgálatok összehasonlítása, 2016, MKBT Cholnoky Karszt- és Barlangkutatási pályázat